# Guillermo Salas
Guillermo Sandro Salas Suárez (Nuevo Chimbote, 21 de octubre de 1974), conocido deportivamente como Chico Salas, es un exfutbolista, entrenador de fútbol y profesor peruano que jugaba como defensa lateral derecho. Actualmente se encuentra sin equipo.

## Trayectoria
Comenzó su carrera en las menores del Sporting Cristal. Hizo su debut jugando por San Agustín. Luego jugaría en Alcides Vigo, Deportivo Pesquero y Sport Boys hasta llegar a Alianza Lima. Con el equipo aliancista jugó siete temporadas, desde 2001 hasta 2007, consiguiendo cuatro títulos nacionales y ser de los jugadores más destacados del plantel. De 2008 al 2009 jugaría por la Universidad San Martín de Porres, consiguiendo un título nacional. Luego jugaría por el CNI y se retira en 2012 jugando por el León de Huánuco.

## Trayectoria como entrenador
Comenzó Dirigiendo Categorías Menores del Club Alianza Lima. El 11 de marzo del 2018 es nombrado como DT de la reserva de Alianza Lima, saliendo subcampeón. El 11 de septiembre de 2022, es nombrado como director técnico interino de Alianza tras la salida de Carlos Bustos. El mes de noviembre del mismo año, se consagraría como campeón nacional peruano, obteniendo así su primer título como entrenador profesional. 
En el año 2023, Alianza Lima tendría problemas para comenzar a jugar la liga 1, por las manifestaciones, que buscaban el cierre del congreso, el cual estaba haciendo una mala gestión que afectaba a todo el Perú, más tarde se presentaría otro problema, esta vez el protagonista sería Agustín Lozano, quien puso un nuevo plan para la trasmisión de los partidos de la Liga 1 algo que no le gusto a los equipos comprometidos con el consorcio de Gol Perú, Alianza perdería un partido por Walkover y debutaría recién ante Sport Boys después de 3 fechas perdidas, "Chicho" comenzaría un invicto en la liga peruana hasta el encuentro con Sport Huancayo el cual lo perdería 2 a 1, otra vez comenzaría una racha de 8 partidos ganados, perderían con Melgar 2 - 1; y en la siguiente fecha ganarían 6 - 1 a Binacional, lo cual Alianza Lima ganaría el Apertura después de 6 años. En su debut en la Copa Libertadores empataría ante el vigente subcampeón del torneo, Atlético Paranaense y en su visita a Paraguay rompería una mala racha de 30 partidos y 11 años sin ganar en la Copa Libertadores, al ganarle a Libertad por 2-1.
Después de no hacer un buen papel en la Copa Libertadores, pudo ganar el torneo apertura siendo este su tercer título con el equipo blanquiazul, al iniciar el torneo clausura 2023 tuvo un calendario muy difícil, iniciando ante Sporting Cristal y Universitario en las primeras fechas, partidos en los cuales no pudo sacar un resultado positivo ya que empataron los 2, eso sin contar la derrota ante Sport Boys del Callao. Después de muchas indiferencias con la directiva, Salas sería vacado del puesto de entrenador del primer equipo, siendo su reemplazo el profesor colombiano Nixon Perea Mosquera el cual iniciaría su debut como director técnico de Alianza Lima ante la Universidad César Vallejo, encuentro que terminaría en empate 1 - 1 con los goles Jairo Vélez y Pablo Sabbag. 

## Selección nacional
Fue internacional con la selección de fútbol del Perú en 26 ocasiones. Su debut se produjo el 23 de febrero de 2003, en un encuentro amistoso ante la selección de Haití que finalizó con marcador de 5-1 a favor de los peruanos. Formó parte de la plantilla que disputó la Copa América 2004.

### Participaciones en Copa América
| Copa              | Sede | Resultado        |
| ----------------- | ---- | ---------------- |
| Copa América 2004 | Perú | Cuartos de final |

## Clubes

### Como futbolista
| Club                   | País | Año         |
| ---------------------- | ---- | ----------- |
| San Agustín            | Perú | 1994 - 1996 |
| Alcides Vigo           | Perú | 1997        |
| Deportivo Pesquero     | Perú | 1998        |
| Sport Boys             | Perú | 1999 - 2000 |
| Alianza Lima           | Perú | 2001 - 2007 |
| Universidad San Martín | Perú | 2008 - 2009 |
| CNI                    | Perú | 2010        |
| León de Huánuco        | Perú | 2010 - 2012 |

### Como entrenador
| Club                                     | País | Año         |
| ---------------------------------------- | ---- | ----------- |
| Alianza Lima (reserva)                   | Perú | 2018 - 2022 |
| Alianza Lima                             | Perú | 2022 - 2023 |
| Universidad César Vallejo Club de Fútbol | Perú | 2024        |

## Palmarés

### Campeonatos nacionales
| Título           | Club                   | País | Año  |
| ---------------- | ---------------------- | ---- | ---- |
| Primera División | Alianza Lima           | Perú | 2001 |
| Primera División | Alianza Lima           | Perú | 2003 |
| Primera División | Alianza Lima           | Perú | 2004 |
| Primera División | Alianza Lima           | Perú | 2006 |
| Primera División | Universidad San Martín | Perú | 2008 |

### Como entrenador

#### Campeonatos nacionales
| Título          | Club         | País | Año  |
| --------------- | ------------ | ---- | ---- |
| Torneo Clausura | Alianza Lima | Perú | 2022 |
| Liga 1          | Alianza Lima | Perú | 2022 |
| Torneo Apertura | Alianza Lima | Perú | 2023 |

## Estadísticas como entrenador
| Equipo                           | Div.                | Temporada           | Liga | Liga | Liga | Liga | Liga |    | Copa | Copa | Copa | Copa |   | Internacional | Internacional | Internacional | Internacional | Internacional |   | Otros | Otros | Otros | Otros |    | Totales     | Totales | Totales | Totales | Totales | Totales | Totales | Totales |
| Equipo                           | Div.                | Temporada           | PD   | G    | E    | P    | Pos. | PD | G    | E    | P    | PD   | G | E             | P             | Pos.          | PD            | G             | E | P     | PD    | G     | E     | P  | Rendimiento | GF      | GC      | Dif.    |         |         |         |         |
| -------------------------------- | ------------------- | ------------------- | ---- | ---- | ---- | ---- | ---- | -- | ---- | ---- | ---- | ---- | - | ------------- | ------------- | ------------- | ------------- | ------------- | - | ----- | ----- | ----- | ----- | -- | ----------- | ------- | ------- | ------- | ------- | ------- | ------- | ------- |
| Alianza Lima · Perú              | 1.ª                 | 2022                | 11   | 9    | 0    | 2    | 1.º  | -  | -    | -    | -    | -    | - | -             | -             | -             | -             | -             | - | -     | 11    | 9     | 0     | 2  | 81.82%      | 24      | 6       | +18     |         |         |         |         |
| Alianza Lima · Perú              | 1.ª                 | 2023                | 23   | 16   | 2    | 5    | Inc. | -  | -    | -    | -    | 6    | 1 | 1             | 4             | FG            | -             | -             | - | -     | 29    | 17    | 3     | 9  | 62.07%      | 43      | 26      | +17     |         |         |         |         |
| Alianza Lima · Perú              | Total               | Total               | 34   | 25   | 2    | 7    | -    | -  | -    | -    | -    | 6    | 1 | 1             | 4             | -             | -             | -             | - | -     | 40    | 26    | 3     | 11 | 67.5%       | 67      | 32      | +35     |         |         |         |         |
| Universidad César Vallejo · Perú | 1.ª                 | 2024                | 15   | 4    | 5    | 6    | Inc. | -  | -    | -    | -    | 6    | 1 | 1             | 4             | FG            | -             | -             | - | -     | 21    | 5     | 6     | 10 | 33.33%      | 24      | 35      | -11     |         |         |         |         |
| Universidad César Vallejo · Perú | Total               | Total               | 15   | 4    | 5    | 6    | -    | -  | -    | -    | -    | 6    | 1 | 1             | 4             | -             | -             | -             | - | -     | 21    | 5     | 6     | 10 | 33.33%      | 24      | 35      | -11     |         |         |         |         |
| Total en su carrera              | Total en su carrera | Total en su carrera | 49   | 29   | 7    | 13   | -    | -  | -    | -    | -    | 12   | 2 | 2             | 8             | -             | -             | -             | - | -     | 61    | 31    | 9     | 21 | 55.74%      | 91      | 67      | +24     |         |         |         |         |
| 1. 2.                            |                     |                     |      |      |      |      |      |    |      |      |      |      |   |               |               |               |               |               |   |       |       |       |       |    |             |         |         |         |         |         |         |         |

### Resumen por competiciones
| Competición               | Partidos | Ganados | Empatados | Perdidos | Ganados % |
| ------------------------- | -------- | ------- | --------- | -------- | --------- |
| Primera División del Perú | 49       | 29      | 7         | 13       | 63.94%    |
| Copa Bicentenario         | 0        | 0       | 0         | 0        | 0%        |
| Copa Libertadores         | 6        | 1       | 1         | 4        | 22.23%    |
| Copa Sudamericana         | 6        | 1       | 1         | 4        | 22.23%    |
| TOTAL                     | 61       | 31      | 9         | 21       | 55.74%    |